# Tellervo goana
Tellervo goana är en fjärilsart som beskrevs av Martin 1910. Tellervo goana ingår i släktet Tellervo och familjen praktfjärilar. Inga underarter finns listade i Catalogue of Life.